# Beniabid
Beniabid est un village situé dans la province de Khorasan-e-razavi, au Nord-Est de l’Iran.